# تامون یاماگوچی
تامون یاماگوچی (۱۷ اوت ۱۸۹۲–۵ ژوئن ۱۹۴۲) نظامی بلندپایه و دریاسالار نیروی دریایی امپراتوری ژاپن بود که در جنگ دوم چین و ژاپن و جنگ جهانی دوم در جنگ اقیانوس آرام خدمت می‌کرد.
یاماگوچی در حمله به پرل هاربر مشارکت داشت. او بعداً در نبرد میدوی شرکت کرد، جایی که بعد از شکست ناوگان در اختیارش و همچنین بخاطر حملات هوایی آمریکا که خسارات بسیار شدیدی به مواضع ژاپنی‌ها وارد کرد، تصمیم گرفت همراه با ناو هواپیمابر (Hiryū) که در طول نبرد آسیب فروانی دیده بود، غرق بشود.